# Triumvirát

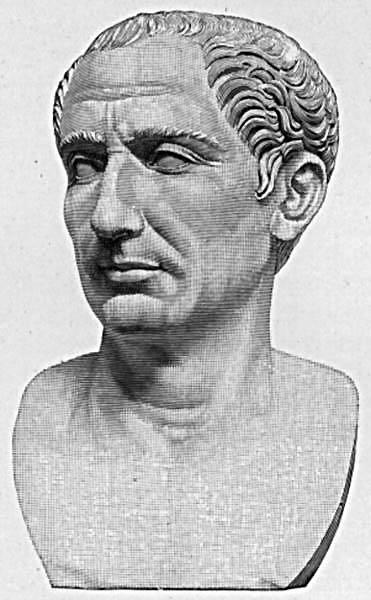
Podobizna Julia Caesara, který byl členem Prvního triumvirátu

Triumvirát (lat. triumviratus, od trium virorum, „(vláda) tří mužů“) znamenal ve starověkém Římě obecně trojčlennou komisi, v užším smyslu spojenectví tří mocných politických nebo vojenských vůdců. Zejména triumvirát Octavianus – Antonius – Lepidus (43–33 př. n. l.) na přechodu od republiky k císařství. 
V současném (často ironickém) použití trojice představitelů, kteří vystupují a jednají společně.

## První triumvirát (60–53 př. n. l.)
Současní historici nazývají Prvním triumvirátem neformální politické spojenectví dvou soupeřících vojevůdců, Julia Caesara a Pompeia Velikého, kteří reprezentovali populární senátorskou stranu s extrémně bohatým obchodníkem Markem Liciniem Crassem. V důsledku tohoto spojenectví byl roku 59 př. n. l. Caesar zvolen konsulem a Pompeius si vzal Caesarovu dceru Iulii. Po upevnění triumvirské dohody roku 56 př. n. l. v Lucce byli konsuly roku 55 př. n. l. Pompeius a Crassus. Crassus však roku 53 př. n. l. zahynul v boji a roku 49 př. n. l. byl Pompeius zvolen jediným konsulem, prakticky už samovládcem. V letech 49–44 př. n. l. vypukla mezi Pompeiovými a Caesarovými přívrženci válka, v níž byl Pompeius roku 48 př. n. l. Caesarem v Řecku poražen a v Egyptě, kam uprchl, zavražděn egyptským faraonem. Roku 44 př. n. l. byl římskými republikány zavražděn Caesar.

## Druhý triumvirát(43–33 př. n. l.)
Druhý triumvirát začal jako dohoda tří soupeřů o moc – Octaviana Augusta, Marka Antonia a Marka Aemilia Lepida – uzákoněná roku 43 př. n. l. na dobu deseti let. Po porážce republikánů u Filipp roku 42 př. n. l. se Markus Antonius zdržoval hlavně v Alexandrii u Kleopatry, kdežto Octavianus vládl na západě. Roku 36 př. n. l. zbavil Octavianus Lepida moci a se souhlasem senátu válčil proti Antoniovi a Kleopatře. Gaius Octavianus Augustus zvítězil nad Markem Antoniem a Kleopatrou (Kleopatra později spáchala sebevraždu). Gaia Octaviana Augusta požádal senát, aby se vrátil jako normální občan bez vojska. Gaius Octavianus přijal tuto nabídku, ale konzul mu následně sdělil, že bez něho nemůže Řím existovat a tak se stal Císařem Gaius Octavianus Augustus.

## Jiné triumviráty
Vládnoucí trojice se ve světových dějinách vyskytovaly a vyskytují poměrně často, například jako vláda „Tří excelencí“ za dynastie Han v Číně (202 př. n. l. – 9 n. l.). Za Francouzské revoluce vykonával moc „Výbor pro veřejné blaho“ – trojice Robespierre, Saint-Just a Couthon – a po revoluci byla vláda svěřena trojici konsulů, než se jí chopil „první konsul“ Napoleon I.[zdroj⁠?!]

## Trojka
V moderních evropských dějinách se také používá pojem trojka, rusky тройка. Označuje se tak například v Sovětském svazu spojenectví Zinovjev- Kameněv-Stalin utvořené po ústupu Lenina od moci a namířené proti Trockému nebo trojky v NKVD, které rozhodovaly o popravách během velké čistky.
Jako velká trojka se označují představitelé Spojenců za druhé světové války, Churchill, Roosevelt a Stalin, zejména v kontextu konferencí o poválečném uspořádání Evropy.